# Công nghị Jerusalem (1672)
Công nghị Jerusalem được triệu tập bởi Thượng phụ Chính thống Hy Lạp Dositheos Notaras vào tháng 3 năm 1672. Thời gian diễn ra công đồng trùng với việc thánh hiến Thánh đường Chúa Giáng sinh ở Bethlehem nên còn được gọi là Công nghị Bethlehem.
Triệu tập và chủ trì Công nghị là Thượng phụ Dositheus với sự tham dự của nhiều giám mục. Công đồng đã lên án Thượng phụ Cyril Lucaris với lý thuyết Calvin dị giáo của mình (rằng sự cứu rỗi là bởi ân điển của mình và do đó đã được Thiên Chúa tiền định sự cứu rỗi hoặc sa hỏa ngục của mỗi cá nhân mà không do bất kỳ hành động của người đó. Điều này làm cho ý chí của con người được tự do không liên quan đến sự cứu rỗi. Ông ta nói xằng bậy rằng Thiên Chúa muốn linh hồn sa hỏa ngục thì không phải do lỗi của họ và rằng rước lễ là không thực sự nhận lấy Mình máu thiêng liêng của Thiên Chúa, mà chỉ là biểu tượng của sự đau khổ của Chúa).
Các đạo luật của công đồng này được ký kết bởi tất cả năm giáo trưởng, trong đó có Nga, do đó làm cho các quyết định của nó tương đương với một Công đồng đại kết của Chính thống giáo.